# EWR VJ 101

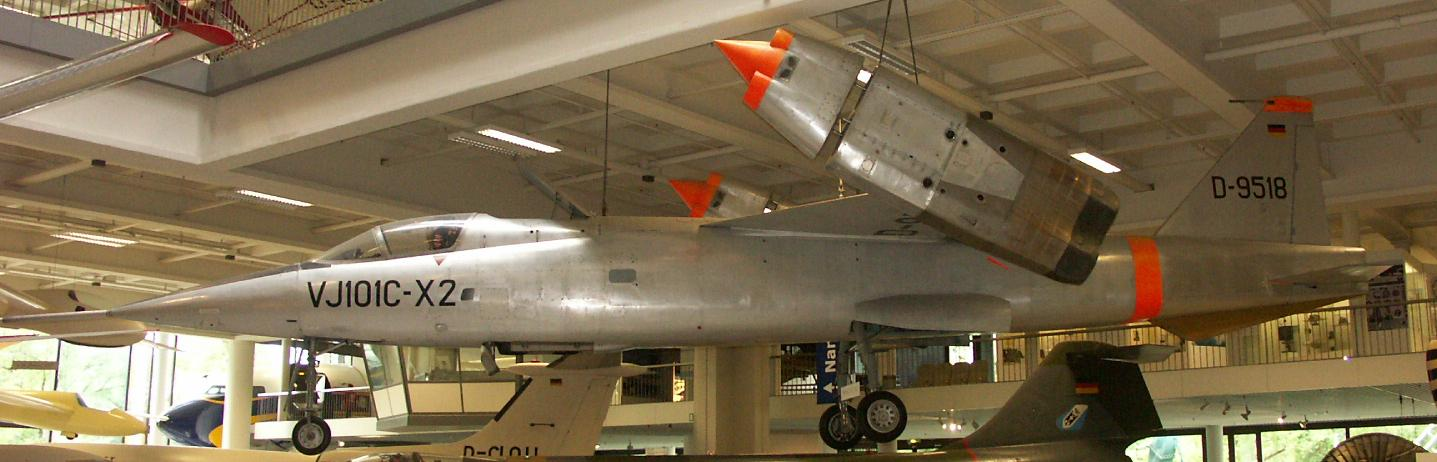
VJ 101C LH в Мюнхені.

EWR VJ 101 — німецький експериментальний реактивний винищувач вертикального злету та приземлення (ЛВЗП). Учасники програми створення-підприємства Heinkel, Messerschmitt та Bölkow (концерн EWR). Програма тривала 1960 по 1968 рік. Перший політ відбувся 10 квітня 1963. Побудовано два екземпляри. EWR VJ 101 — перший ЛВЗП, що подолав швидкість звуку.

## Конструкція літака
Літак — моноплан нормальної аеродинамічної схеми, з високо розташованим крилом. Матеріал конструкції — алюмінієві сплави. Силова установка складається з шести ТРД RB.145 (виробництво — Rolls-Royce та MAN-Turbomotoren): двох підйомних, розташованих у фюзеляжі, і чотирьох підйомно-маршових, розташованих попарно в поворотних мотогондолах на консолях крила. Для маневрування на режимі висіння використовується струменева система управління. Льотчик розміщений в герметичній кабіні, оснащеній катапультним кріслом.

## Розробка та випробування
Було побудовано два прототипи: X-1 і X-2. Перший політ в режимі висіння машини X-1 проведено 10 квітня 1963, перший перехід в горизонтальний політ — 20 вересня 1963. Виріб VJ 101C X-1 здійснив 40 польотів, 24 польоти в режимі висіння і 14 повних переходів «вертикальний зліт-горизонтальний політ-вертикальна посадка». У ході цих польотів VJ 101, вперше серед ЛВВП, подолав звуковий бар'єр. Безпосередньо після цього 14 липня 1964 сталася аварія через несправність автопілота. 29 липня 1964 VJ 101C досяг швидкості польоту 1,04 Маха без використання форсажної камери.
Другий прототип, X2, оснащений новим автопілотом та форсажною камерою, здійснив перший політ 22 жовтня 1965. Випробування тривали аж до закриття програми в 1968 р. Виріб VJ 101C X-2 останнім часом знаходиться в музеї Deutsches Museum в Мюнхені.

## Льотно-технічні характеристики
- Екіпаж: 1
- Довжина: 15,7 м
- Розмах крил: 6,61 м
- Висота: 4,1 м
- Максимальна злітна вага: 6100 кг
- Силова установка: 6 × ТРД Rolls-Royce RB145, тяга кожного — 12,2 кН
- Максимальна досягнута швидкість: 1,04 Маха.